# Ligne d'Audun-le-Tiche à Audun-le-Tiche - Villerupt
Cet article court présente un sujet plus développé dans : Ligne d'Audun-le-Tiche à Hussigny-Godbrange.
La ligne d’Audun-le-Tiche à Audun-le-Tiche-Villerupt est un court embranchement de la ligne d’Audun-le-Tiche à Hussigny-Godbrange situé en Moselle. Ouverte en 1909, sous l’Empire allemand, dans le but de desservir les sites sidérurgiques de Micheville à Villerupt, elle mesurait 865 m et portait le numéro 219 000 dans la nomenclature du réseau ferré national.
Fermée au trafic le 1er juillet 1992, elle est déclassée par décret du 17 octobre 1994, l’emprise étant destinée à être utilisée pour améliorer le réseau d’assainissement.